# Informationslogistiker
En Informationslogistiker är en ny yrkesgrupp som är med och optimerar en verksamhets informationsflöden – både strategiskt och operativt.
Informationslogistik handlar om att hantera informationsflöden så att vi får rätt information till rätt person, på rätt sätt, i rätt tid, på rätt plats till rätt kostnad.
I dagsläget (2006) finns det ett 20-tal informationslogistiker utexaminerade från Centrum för informationslogistik (CIL), men ett 60-tal studenter går för närvarande grundutbildningen. Från och med 2006 kommer det en ny kull med informationslogistiker varje år.